# Los Gabytos
Los Gabytos es un grupo musical español.

## Trayectoria
Los Gabytos está formado por cinco de los diez hijos de Gaby, miembro de los famosos payasos de la tele y hasta su fallecimiento por José Manuel Domínguez Márquez "Pepete": Lara Aragón (10/04/1971), Gaby Aragón (04/11/1972), Rodrigo (30/12/1974), Gonzalo "Gon" (26/02/1981), Alonso "Bebé" (12/11/1985). En 1987 después de la separación artística de Los payasos de la tele, decide formar el grupo "Los Gabytos", el grupo sigue hasta 1993. 

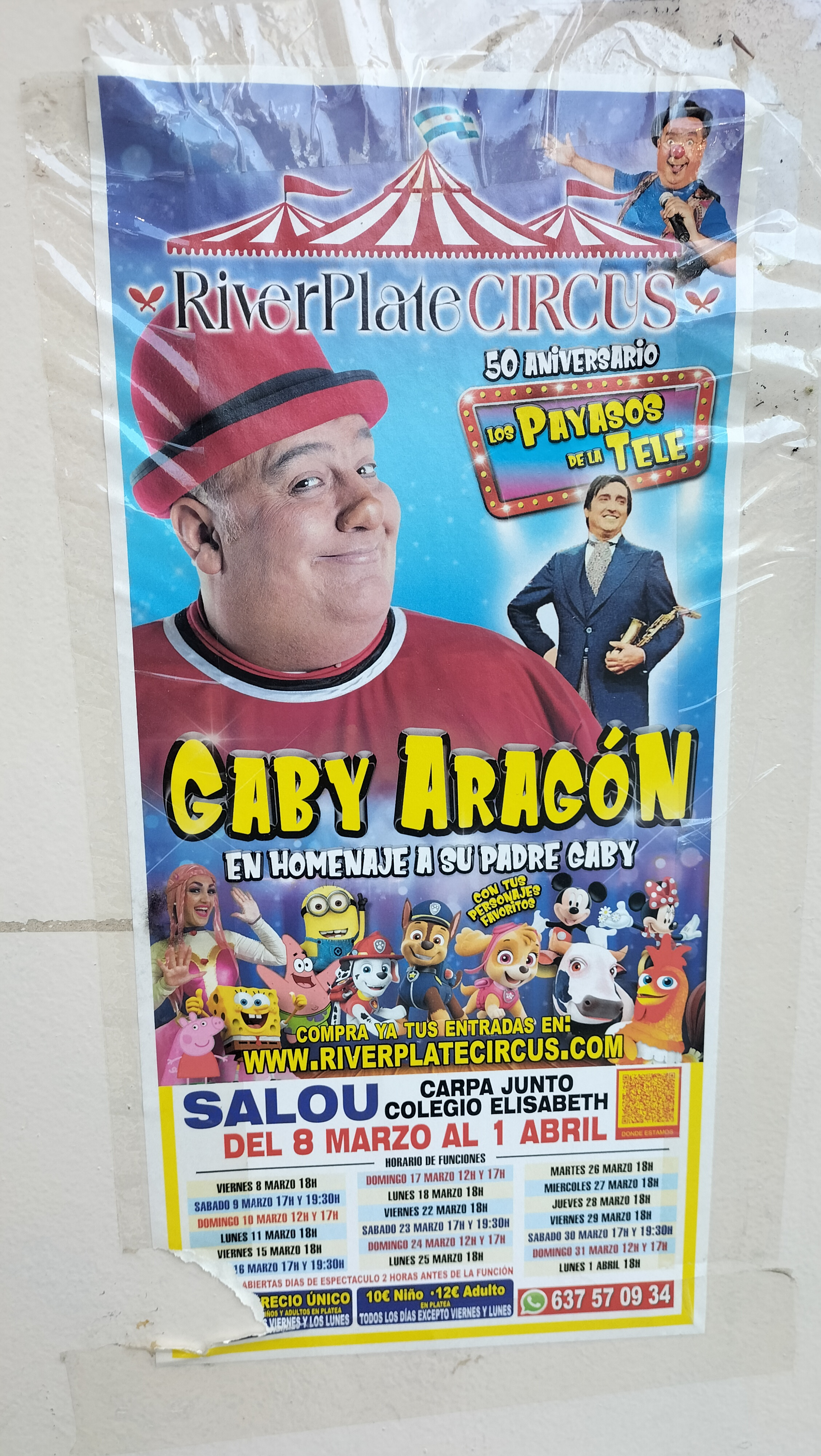
Cartel anunciando un circo con Gaby Aragón en 2024

Después de la muerte de Gaby en 1995, grabaron discos para el público infantil: La función va a comenzar (1999), Gracias a ti (1998), Sus nuevas canciones (2000), ¿Cómo están ustedes? (2005), El zapping de los recuerdos (2011). 
En 2005, grabaron una serie infantil en Antena 3 titulada Las aventuras de los Gabytos en la cual aparecieron como invitados especiales Miliki, Fofito y Milikito.
Xema Domínguez Aragón, hijo de Lara y "Pepete", es actualmente un nuevo componente de Los Gabytos (más conocido como Punchy).

## Discografía
- Como me pica la nariz (1979)
- La función va a comenzar (1999)
- Mi abuelita / El auto nuevo (1999) (single)
- Gracias a ti (Los Payasos del Año 2000) (2000)
- Sus nuevas canciones (2000)
- ¿Cómo están ustedes? (2005)
- El zapping de los recuerdos (2011)

## Espectáculos
- ¿Cómo están ustedes? (2003)
- Alegría (2011)
- Eurocirco con los Gabytos (2013)
- ¿Cómo están ustedes? El musical 2.0 La aventura musical! (2013- 2014)
- El loco concierto de Los Gabytos (2015 - 2022)
- Homenaje 50 Aniversario de Los Payasos de la Tele (2023 - Actualidad)